# Alfa Romeo 159
Denna artikel handlar om personbilen Alfa Romeo 159. Se också formelbilen Alfa Romeo 159 Alfetta.
Alfa Romeo 159, mellanklassbil från den italienska biltillverkaren Alfa Romeo, vilken 2005 ersatte Alfa Romeo 156. 159:an finns som kombi (kallad sportwagon eller SW) och sedan och med ett antal olika bensin- och dieselmotorer. 

## Säkerhet
Bilen testades 2006 av Euro NCAP som i tre kategorier bedömer säkerheten på en skala ett till fem.
| Vuxna | Barn | Fotgängare |
| ----- | ---- | ---------- |
| 5/5   | 4/5  | 1/5        |

## Konstruktion
Bensinmotorerna på 1,9 respektive 2,2 liter använder sig av en del GM-delar medan 3,2l V6 är en Alfa Romeomotor i allt utom blocket som är en Fiat/GM-konstruktion, däremot så är 1750 TBi och 1.8 MPI helt nya konstruktioner från Alfa Romeo/Fiat rakt igenom och används även i olika Fiat och Lanciamodeller.  
Dieselmotorerna på 1,9 och 2,4 liter är uppgraderade versioner av Fiats dieselmotorer, vilka är av samma version som 1,9 liters-dieseln som används i SAAB 9-3 och 9-5.
Chassimässigt bygger 159:an på GM/Fiat/Alfa premium-plattformen.